# 曹思明
曹思明（1917年12月8日—2003年1月3日），中国人民解放军将领、中国人民解放军开国少将。
曾任中国人民解放军南京军区后勤部政治部副主任。1955年，授予中国人民解放军少将。